# Aéroport international Sardar-Vallabhbhai-Patel
L'aéroport international Sardar Vallabhbhai Patel (code IATA : AMD • code OACI : VAAH) est un aéroport international desservant les villes d'Ahmedabad et de Gandhinagar dans le Gujarat, en Inde. L'aéroport est situé sur la commune de Hansol, à 9 km au nord du centre d'Ahmedabad. Il porte le nom du Vice Premier Ministre (en) Sardar Vallabhbhai Patel. En 2014, c'était le huitième aéroport le plus fréquenté du pays avec 4,8 millions de passagers annuels. C'est également le hub de la compagnie aérienne à bas prix Spicejet. En 2015, le gouvernement a entamé une procédure de privatisation de l'aéroport

## Histoire

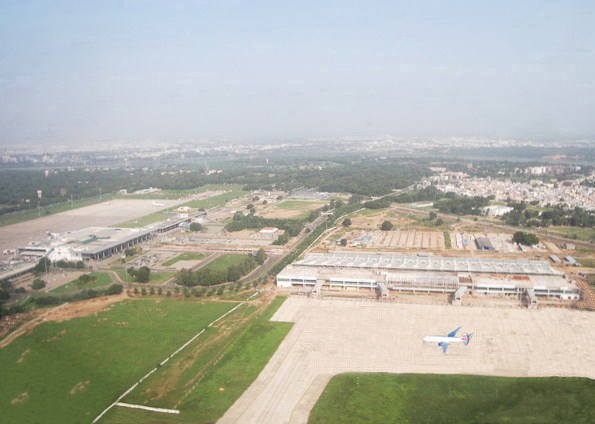
Le Terminal 2 durant les travaux. Les Terminaux 1 et 3 sont visibles sur la gauche.

L'aéroport est construit en 1937, et débute ses vols internationaux en 1992. Il est classé comme Aéroport international le 23 mai 2000.
En 2010, le Terminal 2 est inauguré, ainsi qu'une statue de 5,5 mètres de Sardar Vallabhbhai Patel. Compte tenu de l'intense activité liée aux vols intérieurs, le terminal est d'abord destiné aux vols intérieurs, et l'ancien terminal aux vols internationaux. Cependant, le Terminal 2 est finalement dédié aux vols internationaux.
Le 11 mars 2015, Solar Impulse 2 atterrit à l'aéroport d'Ahmedabad à 23:45 heure locale après 15 heures de vol depuis Mascate. Un hangar est spécialement construit pour l'appareil. Il quitte Ahmedabad le 18 mars 2015 pour Varanasi.

## Situation
| \| 300 km1:23 714 000 \| Delhi Bombay Madras Bangalore Calcutta Hyderabad Cochin Ahmedabad Goa Pune Thiruvananthapuram Calicut Lucknow Guwahati Srinagar Jaipur Bhubaneswar Coimbatore Nagpur Indore Mangalore Visakhapatnam Patna Amritsar Chandigarh Tiruchirappalli Jammu Raipur Bénarès Agartala Port Blair Vadodara Imphal Bagdogra Madurai Bhopal Ranchi Aurangabad Udaipur Leh Tirupati Rajkot Jodhpur Dehradun Dibrugarh Silchar Gaya Cannanore Vijayawada Surate Durgapur Jamnagar Belagavi Hubli-Dharwad Khajurâho Nanded Aizawl Dimapur Agra Bathinda Gwalior Gorakhpur Hindon |
| 300 km1:23 714 000 |

## Statistiques
Le graphique qui aurait dû être présenté ici ne peut pas être affiché car il utilise l'ancienne extension Graph, désactivée pour des questions de sécurité. Des indications pour créer un nouveau graphique avec la nouvelle extension Chart sont disponibles ici.

Voir la requête brute et les sources sur Wikidata.

## Structure
L'aéroport est composé de quatre terminaux : intérieur, international, un terminal pour le trafic secondaire et un terminal cargo. Il dispose d'un parking de 45 places, et chaque terminal dispose de quatre passerelles aéroportuaires. Le nouveau terminal est inspiré de l'Aéroport de Singapour-Changi.
Le nouveau terminal contient un tapis roulant de 500 mètres connectant les deux terminaux.

### Piste
L'aéroport dispose d'une unique piste de 3 599 mètres de long.

### Tour de contrôle
Dans son projet de modernisation de l'aéroport, l'AAI (Airports Authority of India) annonce la construction d'un nouvel ensemble de contrôle du trafic aérien qui inclura une nouvelle tour de contrôle de 65 mètres de haut.

## Terminaux

### Terminal 1

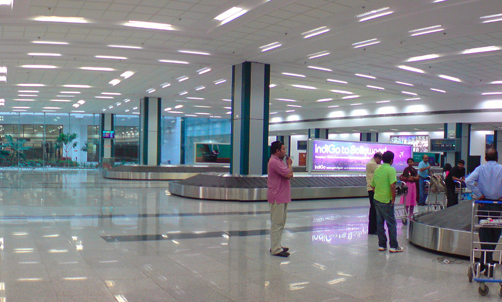
Zone de bagages du Terminal 1.

Le Terminal 1 dispose de 32 comptoirs d'enregistrement et a une surface de 45 000 m2.

### Terminal 2

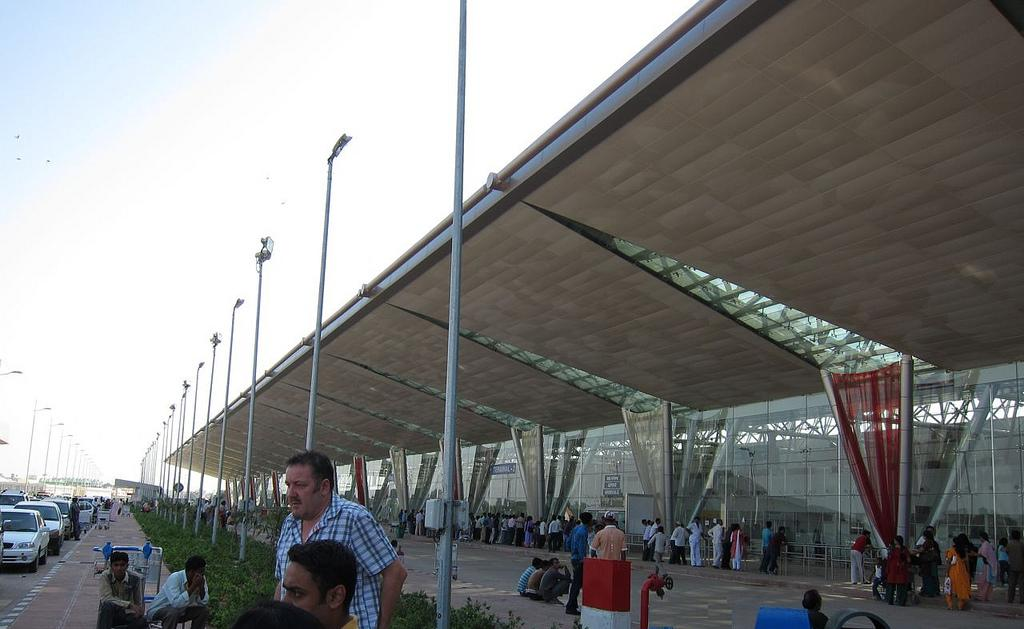
Terminal 2 de l'aéroport d'Ahmedabad.

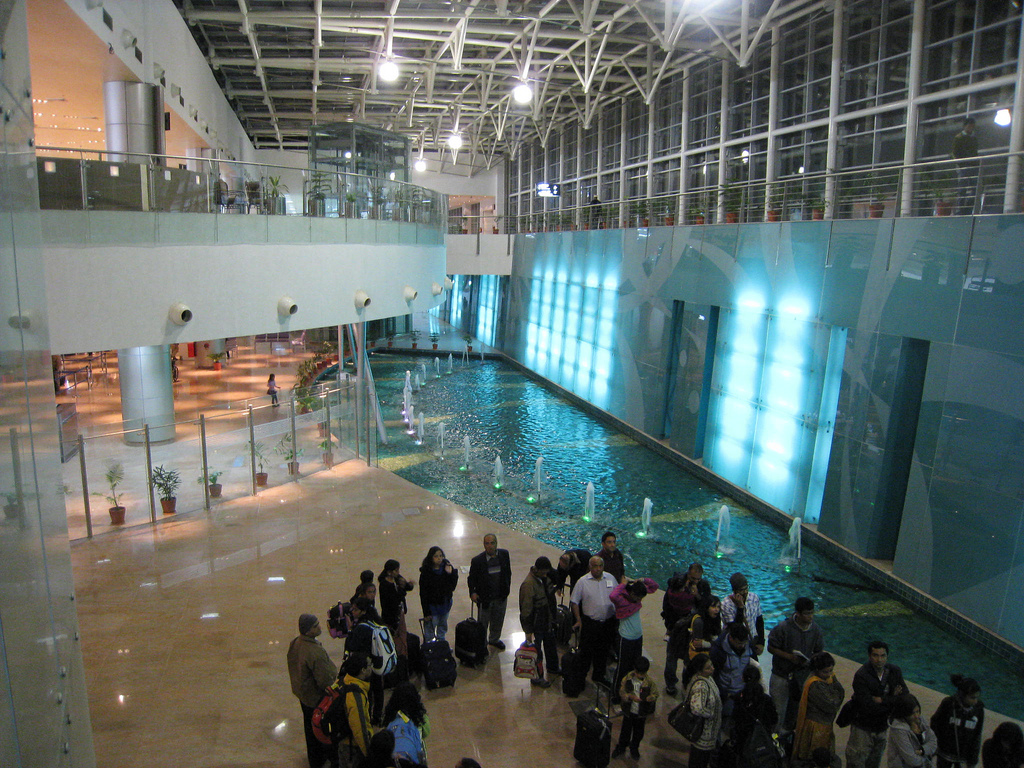
Terminal 2 vu de l'intérieur.

Le Terminal 2 est inauguré le 4 juillet 2010 et ouvert au public le 15 septembre 2010. Il reçoit un prix de la meilleure structure d'acier de l'édition 2009 des National Structural Steel Design and Construction Awards. Le terminal dispose de quatre passerelles aéroportuaires et de 32 comptoirs d'enregistrement. Il sera capable d'accueillir 1 600 passagers par heure.

## Compagnies aériennes et destinations

### Passagers
| Compagnies         | Destinations | Refs.                 |
| ------------------ | --- | --------------------- |
| Air Arabia         | Charjah | [citation nécessaire] |
| Air India          | Bangalore-Kempegowda, Madras (Chennai), Delhi-Indira Gandhi, Koweït, Londres-Heathrow, Bombay-Chhatrapati-Shivaji |                       |
| Alliance Air       | Nashik |                       |
| Druk Air           | En saison : Bagdogra, Paro | ,                     |
| Emirates           | Dubaï | [citation nécessaire] |
| Etihad Airways     | Abou Dabi | [citation nécessaire] |
| flydubai           | Dubaï | [citation nécessaire] |
| GoAir              | Bangalore-Kempegowda, Chandigarh, Madras (Chennai), Delhi-Indira Gandhi, Goa-Dabolim, Hyderabad-R. Gandhi, Jaipur, Cochin, Calcutta-N. S. C. Bose,Bombay-Chhatrapati-Shivaji, Pune, Srinagar | [citation nécessaire] |
| IndiGo             | - Allahabad (en), - Bangalore-Kempegowda, - Madras (Chennai), - Delhi-Indira Gandhi, - Dubaï, - Goa-Dabolim, - Hubli, - Hyderabad-R. Gandhi, - Jaipur, - Cochin, - Calcutta-N. S. C. Bose, - Koweït, - Lucknow-Amausi, - Bombay-Chhatrapati-Shivaji, - Nagpur, - Pune, - Varanasi (Bénarès)-Lal Bahadur Shastri, - Vishakhapatnam                                                           | [ 12 ]                |
| Iraqi Airways      | Bagdad, Nadjaf | [citation nécessaire] |
| Jazeera Airways    | Koweït | [citation nécessaire] |
| Kuwait Airways     | Koweït | [citation nécessaire] |
| Braathens          | Oslo-Gardermoen | [citation nécessaire] |
| Qatar Airways      | Doha-Hamad | [citation nécessaire] |
| Singapore Airlines | Singapour-Changi | [citation nécessaire] |
| Saudia             | En saison : Djeddah - Roi-Abdelaziz, Médine-Prince M. Bin Abdulaziz | [citation nécessaire] |
| SpiceJet           | - Bangkok-Suvarnabhumi, - Bagdogra , - Bangalore-Kempegowda, - Bhopal-Raja Bhoj , - Madras (Chennai), - Coimbatore, - Dehradun, - Delhi-Indira Gandhi, - Dubaï, - Goa-Dabolim, - Guwāhāti, - Hyderabad-R. Gandhi, - Jabalpur (en), - Jaipur, - Jaisalmer, - Kishangarh (en), - Bombay-Chhatrapati-Shivaji, - Mascate, - Patna, - Pune, - Srinagar, - Varanasi (Bénarès)-Lal Bahadur Shastri | [ 13 ]                |
| Star Air           | Belgaum |                       |
| Trujet             | Indore, Jaisalmer, Nashik, Porbandar | [ 14 ]                |
| Thai AirAsia       | Bangkok-Don Muang | [ 15 ]                |

Édité le 19/04/2019

### Cargo
| Compagnies          | Destinations                                                    |
| ------------------- | --------------------------------------------------------------- |
| Blue Dart Aviation  | Bangalore, Chennai, Delhi, Hyderabad, Calcutta, Lucknow, Bombay |
| Deccan 360          | Bangalore                                                       |
| Emirates SkyCargo   | Dubai-Al Maktoum                                                |
| Qatar Airways Cargo | Doha                                                            |